# Liste des seigneurs puis ducs d'Aumale
Cet article possède des paronymes, voir Liste des comtes d'Albemarle et Duc d'Albemarle.
Pour les articles homonymes, voir Aumale.
Aumale est une commune actuelle du département français de la Seine-Maritime. Son histoire est marquée par le long usage des titulaires de son nom.

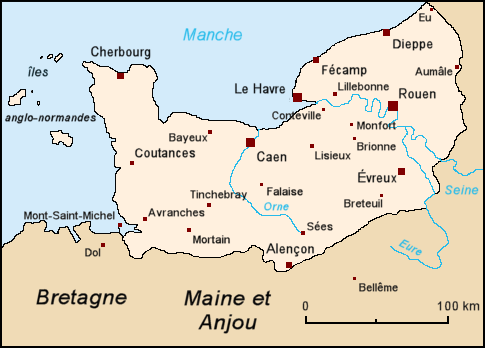
Aumale sur une carte de la Normandie historique.

## Famille d'Aumale

Armes de la famille d'Aumale.

Il a existé une famille d'Aumale, ancienne maison de chevalerie de Picardie, dont le premier membre connu fut Guillaume d'Aumale qui vivait en 1320. La filiation avec les seigneurs d'Aumale est hypothétique.
Les armes de la famille d'Aumale se blasonnaient ainsi : D'argent à la bande de gueules chargée de trois besants d'or,.

## Seigneurs d'Aumale

### Maison de Ponthieu
- Xe siècle : Guérimfred, seigneur d'Aumale
- ????-1052 : Hugues II († 1052), comte de Ponthieu
marié à Berthe d'Aumale, fille de Guérimfred
- 1052-1053 : Enguerrand II († 1053), comte de Ponthieu, fils des précédents
marié à Adélaïde, fille illégitime de Robert II, duc de Normandie

Il meurt en 1053 et son frère Guy, comte de Ponthieu se révolte contre le duc Guillaume le Conquérant, qui le fait prisonnier et l'oblige à renoncer à Aumale, qu'il donne à sa demi-sœur Adélaïde de Normandie, veuve d'Enguerrand II.

## Comtes d'Aumale

### Maison de Blois
Vers 1055 ou peu après, Aumale est définitivement rattaché à la Normandie.
- après 1065/1070-vers 1090 : Adélaïde de Normandie (v. 1026- v. 1090). Obtient la ville d'Aumale peu après son mariage avec Eudes III de Champagne, comte de Troyes et de Meaux (1045/1047 à 1063/1065), fils d'Étienne II de Troyes, comte de Troyes et de Meaux.
- avant 1091-1128 : Étienne († 1128), fils des précédents
marié à Hawise de Mortemer
- 1127-1179 : Guillaume le Gros († 1179), comte d'York. Fils du précédent.
marié à Cécile de Skipton
- 1179-1194 : Hawise († 1214), fille du précédent
mariée en premières noces en 1180 avec Guillaume II de Mandeville († 1189), comte d'Essex
mariée en secondes noces en 1190 avec Guillaume III des Forts († 1195)
mariée en troisièmes noces à Baudouin de Béthune († 1212)

En 1194, Philippe II Auguste, roi de France, confisque Aumale à Guillaume des Forts. Il confie le comté en 1204 à Renaud de Dammartin, ancien comte de Boulogne.
Le système de pairie d'Angleterre continuera à attribuer des titres de comte et duc liés à Aumale, mais en utilisant sa forme latine : Albemarle. Les « honneurs d'Aumale », un ensemble de terres dans le Yorkshire anciennement associé au titre normand, constituera le fief des comtes et ducs anglais.

### Maison de Dammartin
- 1204-1206 : Renaud de Dammartin (v. 1175 † 1227), fils d'Albéric II, comte de Dammartin, et de Mathilde de Clermont.
marié en 1190 à Ide de Lorraine, comtesse de Boulogne

- 1206-1214 : Simon de Dammartin (1180 † 1239), frère cadet de Renaud de Dammartin. Il reprend les anciennes armes des comtes d'Aumale.
marié en 1208 à Marie (1199 † 1250), comtesse de Ponthieu

### Maison de France (Capétienne)
- 1214-1234 : Philippe Hurepel de France (1200 † 1234), fils de Philippe II Auguste, roi de France, et d'Agnès de Méranie
marié en 1216 à Mathilde de Dammartin († 1260)

### Maison de Dammartin
- 1234-1239 : Simon de Dammartin (1180 † 1239), frère cadet de Renaud de Dammartin. Il reprend les anciennes armes des comtes d'Aumale.
marié en 1208 à Marie (1199 † 1250), comtesse de Ponthieu

- 1239-1278 : Jeanne de Dammartin (1220 † 1278), fille du précédent
marié en 1237 à Ferdinand III, roi de Castille. En secondes noces, elle épouse Jean II de Nesle et cède à son fils, Guy, le titre de comte d'Aumale. Il faut donc rajouter une maison de Nesle à la liste des maisons citées.

Source La Morlière, d'après d'Hozier, page 186, dans Recueil de plusieurs nobles et illustres maison de Picardie, imprimé en 1642

### Maison de Castille
- 1239-1252 : Ferdinand Ier, roi de Castille (Ferdinand III)
marié en 1237 à Jeanne de Dammartin

- 1252-1260 : Ferdinand II (1238 † 1260), fils du précédent
marié à Laure († 1270), fille d'Amaury VI, comte de Montfort et de Béatrice de Bourgogne

- 1260-1302 : Jean Ier (v1260 † 1302), fils du précédent
marié à Ide de Meulan dite Dame Ide de Beaumont-Meulan-Gournay de Fontaine-Guérard

- 1302-1343 : Jean II (1293 † 1343), fils du précédent
marié à Catherine d'Artois comtesse de Vandosine et Castres, fille de Philippe d'Artois, seigneur de Conches, et de Blanche de Bretagne

- 1343-1387 : Blanche d'Aumale, fille du précédent
mariée à Jean V d'Harcourt († 1355), comte d'Harcourt et baron d'Elbeuf

### Maison d'Harcourt
- 1343-1356 : Jean V d'Harcourt († 1356) 
marié à Blanche, comtesse d'Aumale
- 1356-1389 : Jean VI d'Harcourt (1342 † 1389), fils du précédent
marié en 1359 à Catherine de Bourbon († 1427), fille de Pierre Ier de Bourbon
- 1389-1452 : Jean VII d'Harcourt (1370 † 1452), fils du précédent
marié en 1390 à Marie d'Alençon (1373 † 1417), fille de Pierre II d'Alençon
- Jean VIII d'Harcourt (1396 † 1424), fils du précédent, titré comte d'Aumale.

### Maison de Lorraine

#### Maison de Lorraine-Vaudémont
- 1452-1458 : Antoine de Vaudémont (1393 † 1458), comte de Vaudémont
marié à Marie d'Harcourt, fille de Jean VII
- 1458-1472 : Jean VIII d'Harcourt-Lorraine († 1472), comte d'Aumale et d'Harcourt, fils cadet des précédents

À sa mort, Aumale passe avec ses autres possessions à son neveu René devenu duc de Lorraine.

#### Maison de Lorraine
- 1472-1508 : René II de Lorraine (1451 † 1508), duc de Lorraine, neveu du précédent
marié à Philippe de Gueldre

À la mort du duc René, Aumale passe avec les autres possessions françaises du duc de Lorraine à son fils cadet Claude, connu ensuite comme duc de Guise.

#### Maison de Lorraine-Guise
- 1508-1547 : Claude de Lorraine (1496 † 1550), Ier duc de Guise, fils des précédents
marié à Antoinette de Bourbon-Vendôme

En 1547 le comté est érigé en duché d'Aumale au profit de Claude.

## Ducs d'Aumale

### Maison de Lorraine-Guise (suite)
- 1547–1550 : Claude de Lorraine (suite)
- 1550–1573 : Claude II d'Aumale (1526 † 1573), fils du précédent

marié en 1547 à Louise de Brézé (1518 † 1577), fille de Diane de Poitiers et de Louis de Brézé (petit-fils de Charles VII et Agnès Sorel)
- 1573–1595 : Charles Ier d'Aumale (1555 † 1631), fils du précédent
marié en 1576 à Marie de Lorraine-Elbeuf (1555 † 1605), fille de René de Lorraine, duc d'Elbeuf (René II)
- 1595–1618 : confisqué par le roi de France
- 1618–1638 : Anne de Lorraine (1600-1638), fille du précédent
mariée en 1618 à Henri Ier de Savoie (1572 † 1632), duc de Nemours

À sa mort, le duché d'Aumale passe à son fils Louis de Savoie, et donc dans cette Maison.

### Maison de Savoie
- 1638–1641 : Louis de Savoie (1615 † 1641), duc de Genevois, de Nemours et d'Aumale, fils de la précédente

- 1641-1652 : Charles Amédée de Savoie (1624 † 1652), duc de Genevois, de Nemours et d'Aumale, frère du précédent
marié en 1643 avec Elisabeth de Bourbon, mademoiselle de Vendôme (1614 † 1664), petite-fille d'Henri IV.

- 1652-1659 : Henri II de Savoie (1625 † 1659), archevêque de Reims, duc de Genevois, de Nemours et d'Aumale, frère du précédent
marié en 1657 avec Marie-Anne de Longueville, duchesse d'Estouteville (1625 † 1707). Nemours est vendu à Louis XIV.

- 1659–1686 : Marie-Jeanne-Baptiste de Savoie (1644-1724), duchesse de Genevois et d'Aumale, fille de Charles Amédée de Savoie-Nemours et femme du duc Charles-Emmanuel II de Savoie, petit-fils d'Henri IV, d'où la suite des ducs de Savoie.

### Branches légitimées de la maison de Bourbon
Elle vend le duché d'Aumale à Louis Auguste de Bourbon duc du Maine, bâtard légitimé du roi Louis XIV et de Madame de Montespan.
- 1686–1736 : Louis Auguste de Bourbon (1670-1736)
- 1704–1708 : Charles de Bourbon (1704-1708), fils du précédent, titré duc d'Aumale
- 1736–1775 : Louis Charles de Bourbon (1701-1775), frère du précédent
- 1775–1793 : Louis Jean Marie de Bourbon, duc de Penthièvre, cousin germain du précédent, fils de Louis Alexandre de Bourbon, comte de Toulouse
- 1793–1821 : Louise Marie Adélaïde de Bourbon (1753-1821), fille du précédent
  - Son fils Louis-Philippe d'Orléans (futur roi Louis-Philippe Ier) hérite du duché en 1821 mais ne porte pas le titre ducal, que le roi Louis XVIII donnera l'année suivante au 5e fils de Louis-Philippe, Henri d'Orléans.

### Maison d'Orléans

#### Titre de la Restauration
- 1822–1897 : Henri d'Orléans (1822-1897), petit-fils de la précédente, titré par Louis XVIII ; conserve son titre sous la monarchie de Juillet (par ordonnance royale de Louis-Philippe Ier)

#### Titre de courtoisie
- depuis 1996 : Foulques d'Orléans (1974), comte d'Eu et duc d'Aumale. Fils de Jacques d'Orléans, duc d'Orléans, petit-fils d'Henri d'Orléans, comte de Paris, arrière-arrière-arrière-petit-neveu du précédent.